# CHiPs: Магистрални ченгета
„CHiPs: Магистрални ченгета“ (на английски: CHiPs) е американска екшън комедия по сценарий и режисура на Декс Шепърд, адаптация на телевизионен сериал от 1977 – 1983 г. със същото име, създаден от Рик Роснер. В главните роли са Декс Шепърд като офицер Джон Бейкър и Майкъл Пеня като Франк „Понч“ Поншерело, с участието и на Роза Салазар, Адам Броуди и Винсънт Д'Онофрио.
Основните снимки започват на 21 октомври 2015 година в Лос Анджелис. Филмът е пуснат на 24 март 2017 година от Уорнър Брос, получава отрицателни отзиви от критиците и натрупва 26 милиона долара в световен мащаб.

## В ролите
- Декс Шепърд
- Майкъл Пеня
- Винсънт Д'Онофрио
- Исая Уитлок младши
- Адам Броуди
- Роза Салазар
- Кристен Бел
- Джесика Мкнами
- Вида Гера
- Джейн Качмарек
- Джъстин Чатуин
- Райън Хансен
- Бен Фалконе
- Ричард Т. Джоунс
- Мегалин Ехикунуук
- Дейвид Кокнър
- Ед Бегли-младши
- Мей Уитман
- Адам Родригес (некредитирано) като частен детектив
- Мая Рудолф (некредитирано) като сержант Гейл Ернандес
- Джош Дъмел (некредитирано) като Рик
- Ерик Естрада (некредитирано) като парамедик/лекар

## Премиера
Първоначално от Warner Bros. Pictures насрочват премиерата на филма за 11 август 2017 година, но по-късно е зададена нова дата 5 месеца преди първоначалната – 24 март 2017 година.

## В България
В България филмът е излъчен на 18 май 2021 г. по bTV Cinema с български войсоувър дублаж на студио VMS.
|  | Тази страница частично или изцяло представлява превод на страницата CHiPs (film) в Уикипедия на английски. Оригиналният текст, както и този превод, са защитени от Лиценза „Криейтив Комънс – Признание – Споделяне на споделеното“, а за съдържание, създадено преди юни 2009 година – от Лиценза за свободна документация на ГНУ. Прегледайте историята на редакциите на оригиналната страница, както и на преводната страница, за да видите списъка на съавторите. ВАЖНО: Този шаблон се отнася единствено до авторските права върху съдържанието на статията. Добавянето му не отменя изискването да се посочват конкретни източници на твърденията, които да бъдат благонадеждни. |